# کیم کپ سو
کیم کپ سو (به انگلیسی: Kim Kap-soo) (زاده ۷ آوریل ۱۹۵۷). او کارش را از سال ۱۹۷۷ آغاز کرد. کیم یک بازیگر با سابقهٔ طولانی در فیلم و سریال‌های تلویزیون است. او توانایی بازیگری در کره را بسیار محترم می‌شمارد. او همچنین ریاست یک استودیوی هنری تربیت استاد را بر عهده دارد و برای همین به دنبال استادها است.

## جوایز
- جزو ۱۰ ستارهٔ برتر شبکهٔ SBS در سال ۲۰۰۶
- بهترین هنرمند شبکهٔ SBS در سال ۲۰۰۶
- هنرمند برجستهٔ شبکهٔ KBS در سال ۲۰۰۱

## در ایران
او به خاطر بازی در سریال امپراتور دریا در نقش ارباب یی معروف است.